# CAE-Aviation-Flug 77
Der CAE-Aviation-Flug 77 (Flugnummer: LXC77) war ein Charterflug der luxemburgischen Fluggesellschaft CAE Aviation im Namen des Französischen Verteidigungsministeriums. Auf dem geplanten Überwachungsflug zur libyschen Küste stürzte eine Fairchild Swearingen SA227-AT Merlin IVC kurz nach dem Start vom Flughafen Malta ab. Alle 5 Personen an Bord der Maschine kamen ums Leben. Damit handelte es sich um den schwersten Flugunfall in Malta seit 1975.

## Flugzeug
Bei der betroffenen Maschine handelte es sich um eine mit mehreren Sonderumbauten versehene Fairchild Swearingen SA227-AT Merlin IVC mit der Modellseriennummer AT-577, die am 26. November 1983 fertiggestellt wurde. Die Maschine erhielt das Luftfahrzeugkennzeichen N31134. Am 9. April 1985 wurde ein Umbau der Flugsteuerungseinrichtung vorgenommen, bei dem zusätzliche Kameras und Radarbaugruppen installiert wurden. Zudem wurde dabei das maximale zulässige Abfluggewicht auf 16.000 Pfund (7257 kg) erhöht. Bis zum Umbau hatte die Maschine eine Betriebsleistung von nur 10 Betriebsstunden absolviert. Am 1. Mai 1985 erhielt die Maschine ein besonderes Lufttüchtigkeitszeugnis zur Durchführung von Versuchsflügen. Am 6. Juni 1985 wurde bei einer Gesamtbetriebsleistung von 27 Betriebsstunden ein Sonderzeugnis ausgestellt. Anschließend wurde die Maschine an eine Fluggesellschaft ausgeliefert, die regelmäßig von der CIA gebucht wurde. Nachdem die Maschine bei einem Flug von einem Blitz getroffen wurde, wurde sie einer Inspektion zugeführt, das Flugzeug hatte zu diesem Zeitpunkt eine Betriebsleistung von 1884 Betriebsstunden. Am 27. März 1997 wurde die Maschine mit einer Betriebsleistung von 4747 Betriebsstunden umgemeldet und erhielt das neue Luftfahrzeugkennzeichen N120JM. Am 11. April desselben Jahres wurde bei einer Betriebsleistung von 4764 Stunden ein beschränktes Lufttüchtigkeitszeugnis ausgestellt. Am 7. Mai 2003 wurde die Maschine erneut umgebaut, Radarkomponenten sowie Wärmebildkameras von FLIR Systems wurden entfernt. Am 19. Dezember 2005 wurde eine Fluggenehmigung erteilt. Am 13. Juli 2011 wechselte die Maschine den Eigentümer. Der neue und letzte Eigentümer, die Worldwide Aircraft Services aus Springfield (Missouri) übernahm die Maschine mit einer Betriebsleistung von 6325 Betriebsstunden und ließ sie fünf Tage später mit dem neuen Kennzeichen N577MX zu. Am 28. Juli 2011 wurde erneut ein Umbau durchgeführt, es wurden neue Sensoren, ein TCAS, ein TAWS, zusätzliche Kerosintanks sowie HF und UHF-Antennen installiert. Am gleichen Tag erhielt die Maschine ein beschränktes Lufttüchtigkeitszeugnis, am 11. August 2011 wurde die Beschränkung aufgehoben. Ab September 2011, bei einer damaligen Betriebsleistung von 6357 Stunden, wurde die Maschine an die CAE Aviation verleast. Am 10. März 2016 erfolgte bei 9006 Betriebsstunden ein weiterer Umbau, bei dem alte Sensoren und Antennen durch neue ersetzt wurden. Im Laufe des Jahres wurden zudem ein Sitz und ein weiterer Sensor nachgerüstet. Die Maschine war mit 6 Sitzplätzen ausgestattet. Die zweimotorige Spezialmaschine für Überwachungsmissionen war mit zwei Turboproptriebwerken des Typs Garrett TPE331-11U-611G ausgestattet. Bis zum Zeitpunkt des Unfalls hatte sie 9261 Betriebsstunden bei 3503 Starts und Landungen absolviert.

## Ziel des Fluges
Mit der Maschine sollte ein Flug im Auftrag des Französischen Verteidigungsministeriums durchgeführt werden. Im Rahmen der Mission sollten französische Zollbeamte die Menschenschmugglerroute von der libyschen Küstenregion um Misrata nach Europa kontrollieren. Anschließend war eine Rückkehr zum Flughafen Malta geplant. Es befanden sich fünf Personen an Bord, die alle als Besatzungsmitglieder gelistet waren.

## Besatzung
Der 30-jährige Kapitän der Maschine hatte seine Ausbildung zum Piloten im Jahr 2009 bei der Französischen Luftwaffe abgeschlossen, für die er bis 2011 flog. Seit 2012 arbeitete er für die CAE Aviation. Er verfügte über 3511 Stunden Flugerfahrung, davon 1229 mit der Swearingen Merlin.
Der Flug wurde durch einen weiteren, 70-jährigen Piloten überwacht, der als Pilot non flying eingesetzt wurde und dafür verantwortlich war, auf langen oder komplizierten Flügen für die Flugsicherheit zu sorgen. In dieser Funktion war der Pilot im Laufe seiner Pilotenlaufbahn über eine Dauer von insgesamt 75 Flugstunden eingesetzt worden, die er alle auf der Merlin abgeleistet hatte. Er verfügte als Pilot über 21.806 Stunden Flugerfahrung, darunter 2304 mit der Merlin.
Darüber hinaus befanden sich drei weitere Besatzungsmitglieder an Bord, die die On-Board-Systeme bedienten, ein Taktischer Koordinator im Alter von 39 Jahren und zwei Bedienpersonen im Alter von 33 und 52 Jahren.
Alle Insassen waren französische Staatsangehörige. Die beiden Piloten arbeiteten für die CAE Aviation, die übrigen drei Personen waren französische Zollbeamte.

## Unfallhergang
Die Maschine rollte um 7:15 Uhr von ihrer Parkposition los. Der Startlauf begann um 7:19 Uhr in südöstlicher Richtung, um 7:20 Uhr hob die Maschine ab. Nach dem Abheben erhöhte sich der Anstellwinkel der Maschine über das übliche Maß hinaus. Als dieser auf 34 Grad gestiegen war, kam es zu einem Strömungsabriss, woraufhin die Maschine nach rechts rollte. Die Merlin schlug nur zehn Sekunden nach dem Abheben mit einem Rollwinkel von 70 Grad und einem Anstellwinkel von −38 Grad hinter der Außengrenze des Flughafens auf der Straße Triq Carmelo Garuana auf, explodierte und brannte aus. Bei dem Absturz wurde auch ein Teil der Flughafenumzäunung zerstört, Wrackteile der Maschine wurden auf das Gelände einer gegenüber dem Flughafen liegenden Kaserne der Maltesischen Armee geschleudert. Alle fünf Insassen wurden getötet, am Boden kam niemand zu Schaden.

## Unfalluntersuchung
Die Unfalluntersuchungen wurden durch das französische Bureau Enquêtes Accidents Défense (BEA-D) geführt, das im Laufe der Untersuchung in Bureau enquêtes accidentspour la sécurité de l’aéronautique d’État (BEA-E) umbenannt wurde. Die Ermittlungen wurden dadurch erschwert, dass die Maschine über keinerlei Flugdatenschreiber verfügte.
Es konnte festgestellt werden, dass die Triebwerke beim Absturz symmetrischen Schub hatten.

### Fehlende Unterlagen
Bei der Unfalluntersuchung stellte sich heraus, dass die Historie der Maschine nur lückenhaft dokumentiert war. Für den im Jahr 1983 durchgeführten, umfangreichen Umbau lagen zum Unfallzeitpunkt keine dokumentierten Nachweise mehr vor. Außerdem fehlten sämtliche Wartungsunterlagen aus dem Zeitraum von November 2005 bis Juli 2011. In diesem Zeitraum war auch das Lufttüchtigkeitszeugnis verloren gegangen.

### Ursache
Die Ermittlungen konnten zwar die exakte Unfallursache nicht ermitteln, führten jedoch zu dem Ergebnis, dass der Unfall aller Wahrscheinlichkeit nach durch eine technische Fehlfunktion verursacht worden war, die eine Folge der durchgeführten Umbaumaßnahmen und einer mangelhaften Wartung gewesen ist. Drei mögliche Szenarien wurden formuliert:
- Der Abbruch einer HF-Antenne, die sich dann im Höhenruder verkeilte oder um dieses herumwickelte
- Eine Aktivierung des Systems zur Vermeidung von Strömungsabrissen, woraufhin der Kapitän versuchte, gegenzusteuern
- Eine Störung der Höhenrudersteuerung aufgrund eines technischen Defekts in der Steuerleitung

Aufgrund des Fehlens von Flugschreiberdaten konnte nicht bestimmt werden, welches der drei Szenarios eingetreten war, jedoch wurde als wahrscheinlichste Ursache der Defekt in der Steuerleitung angenommen.